# Jardín Botánico Nikko
El Jardín Botánico Nikko o en japonés: 国立大学法人 es una rama del Jardín Botánico Koishikawa, que tiene unos 104,490 m² de extensión, se encuentra en Nikko población de las cercanías de Tokio. 
Es una institución para la investigación y la enseñanza de la  Escuela de Graduación de Ciencias de la Universidad de Tokio, formando parte de la Asociación Internacional de Jardines Botánicos BGCI. 
El código de identificación del Nikko Botanical Garden como miembro del "Botanic Gardens Conservation International" (BGCI), así como las siglas de su herbario es TI.

## Localización
Se encuentra en las afueras de Tokio, 
Nikko Botanical Garden 1842 Hanaishi, Nikko, Tochigi 321-1435, Japón. 
Planos y vistas satelitales. 36°45′N 139°35′E / 36.750, 139.583
- Altitud : 647 m s. n. m., en las laderas de una colina, rodeado de montañas que superan los 2.000 metros de altura, y en una zona de arroyos, cascadas y lagunas.
- Temperatura media anual : 11,6 °C
- Precipitación media anual : 2300 mm

Se encuentra a unos 3.5 kilómetros de la estación de Nikko (línea de JR Nikko) y la estación de Tobu Nikko (línea de Tobu Nikko).
Para ir tome un autobús en cualquiera de estas estaciones (el autobús de Tobu a Okuhosoo, a Kiyotaki, a Chuzenji, o a Yumoto) y baje en "Hanaishi-cho." Lleva unos dos minutos la caminata desde la parada del autobús.
La entrada de los adultos 330 yenes, niños 110 yenes.

## Historia
Fue abierto cerca del santuario de Toshogu en 1902, pero trasladado al lugar que ocupa actualmente en 1911. 
La Universidad de Tokio lo estableció como una rama del Jardín Botánico Koishikawa, con el fin de utilizarlo para la investigación y el estudio de las plantas alpinas.
El emperador del periodo Taisho caminaba por esta zona con frecuencia cuando venía a Nikko para pasar el verano. 
También, se construyó un jardín. Este jardín se añadió como parte del jardín botánico de Nikko en 1950. 
El puente en el río Tamozawa, y la linterna de piedra son relíquias de aquella época.

## Colecciones
El Jardín botánico Nikko se han centrado en enriquecer las colecciones que posee de plantas de las zonas templadas y alpinas de Japón y de las regiones adyacentes con la finalidad de la investigación y de la educación botánicas. 
Aquí se albergan total de 2200 especies (130 especies de pteridofitas, 70 especies de gimnospermas, 2.000 especies de angiospermas) que se presentan en las colecciones de :
- Colección de Aceres, con 22 de las 24 especies nativas de Japón.
- Prunus, con 10 especies indígenas Japonesas,
- Rhododendron, 80 especies de Rhododendron perennes y de hojas caducas tanto nativos como foráneos.
- Rocalla y Alpinum, con más de 100 plantas herbáceas, con plantas procedentes de los Himalayas y de Corea, además de las de Japón, En la rocalla se ha recreado una montaña artificial con lava para recrear un ambiente más cercano a la realidad.
- Colección de helechos, con más de 60 especies de helechos de todas las regiones templadas del Japón que se ubican a la sombra de los árboles.
- El jardín de los pantanos, se encuentra en la parte de atrás, con varios estanques y charcos, con unas 100 clases de plantas acuáticas, y de tierras encharcadas, entre las que es de mencionar el Equisetum limosum.

## Galería de imágenes

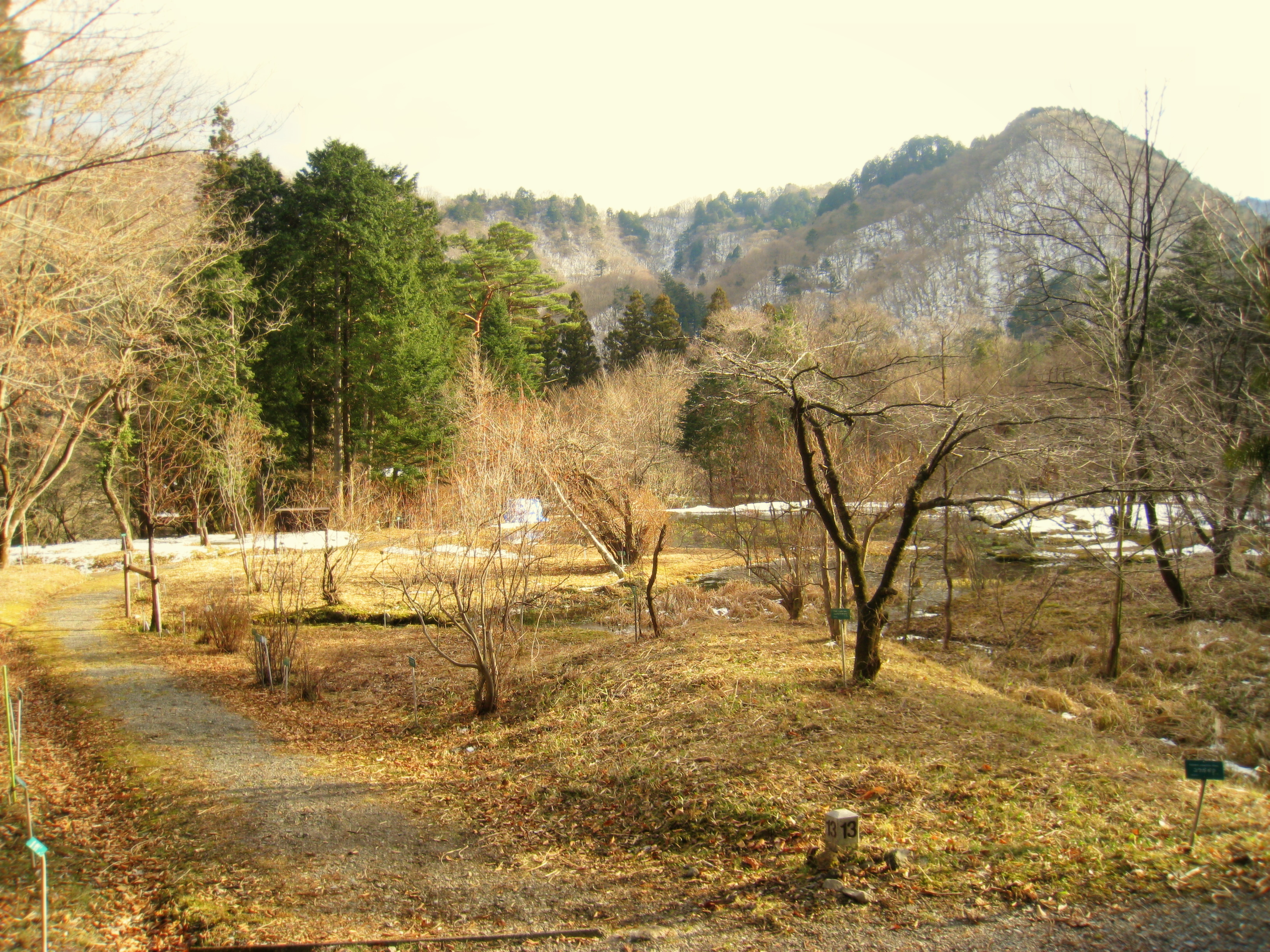
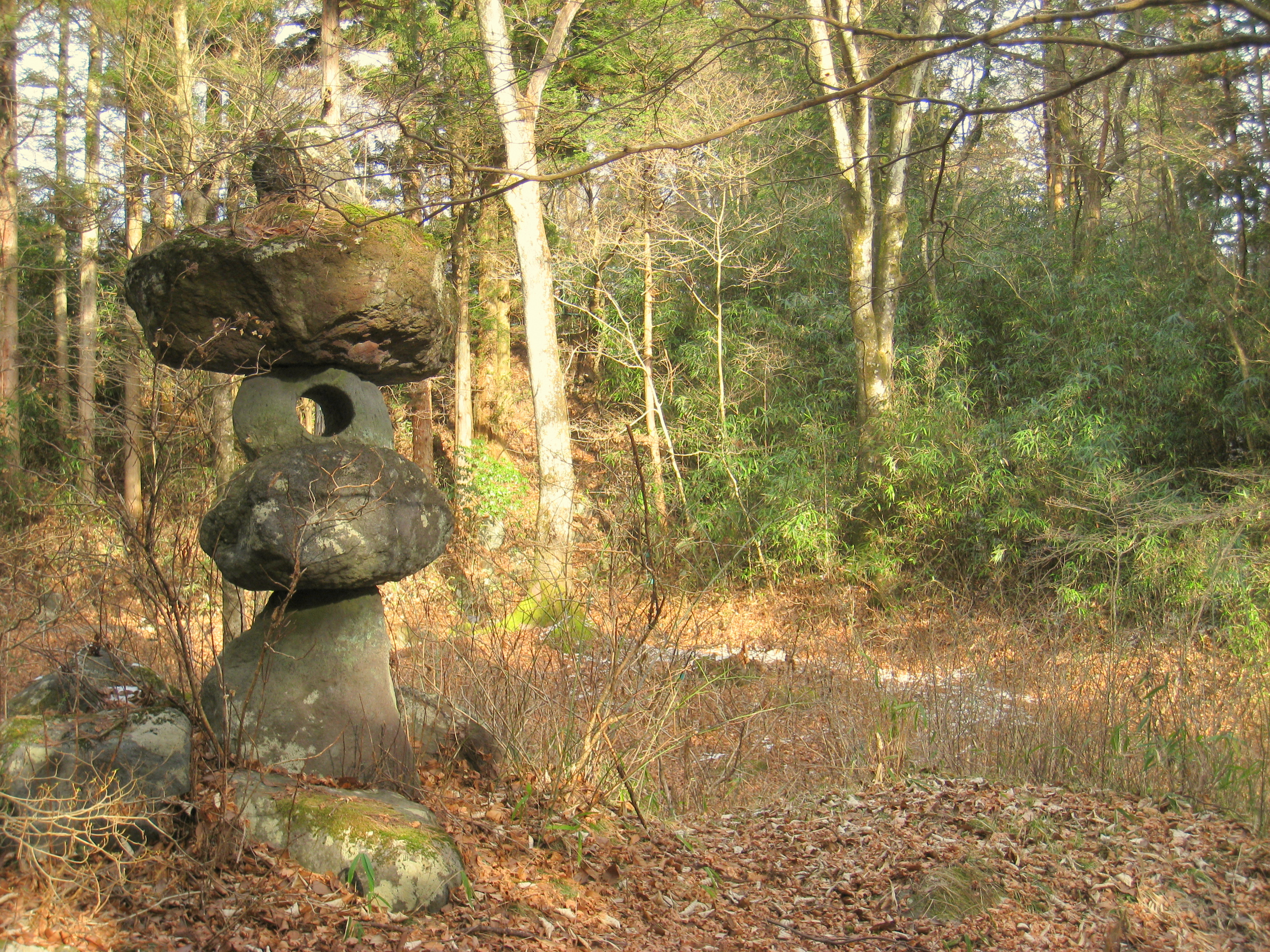
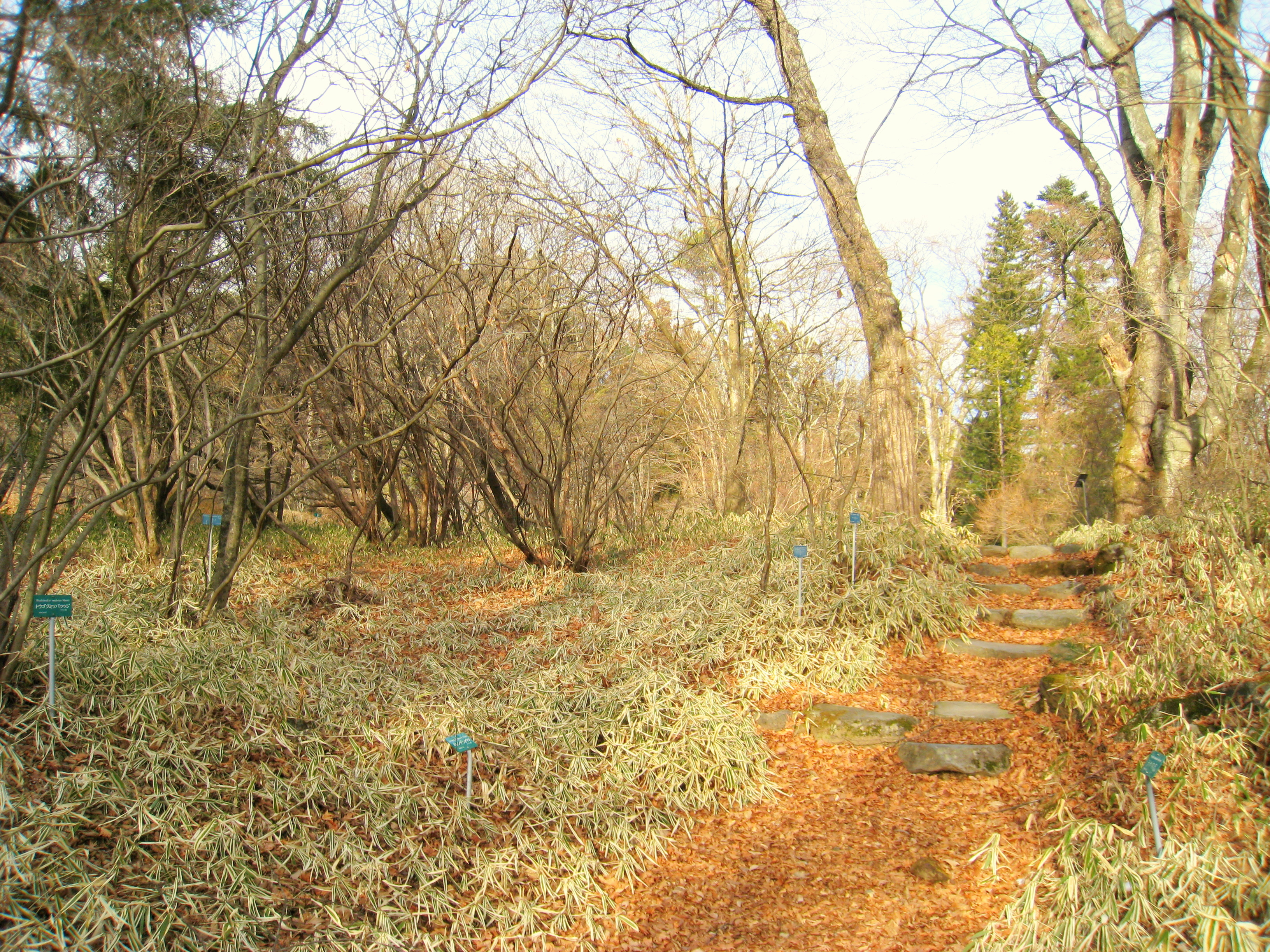